# Phố Thu
Phố Thu (tên thật: Trầm Bửu Hoài, sinh năm 1945 – 12 tháng 12 năm 2024) là một nhạc sĩ nhạc vàng và nhạc trữ tình quê hương người Việt Nam. Trước năm 1975, ông thường sáng tác chung với nhạc sĩ Tuấn Hải và từng đoạt giải văn học nghệ thuật của Tổng cục Chiến tranh Chính trị vào năm 1974.

## Tiểu sử
Ông sinh năm 1945, là người Hoa, quê ở huyện Trà Cú, tỉnh Trà Vinh, đồng hương nhạc sĩ Trúc Phương. Ông bắt đầu viết nhạc từ năm 1968 cho đến hiện nay. Giai đoạn trước năm 1975, ông thường sáng tác chung với nhạc sĩ Tuấn Hải.
Năm 1974, ông đoạt giải văn học nghệ thuật của Tổng cục Chiến tranh Chính trị, Việt Nam Cộng hòa với bài hát "Tình xanh cho quê hương".
Sau năm 1975, ông có nhiều đóng góp cho nền văn học nghệ thuật quê nhà Trà Vinh, được ghi nhận bằng giải thưởng của các tỉnh. Ông sáng tác xoay quanh đề tại diễn tả vẻ đẹp quê hương, đất nước như "Đi qua Thất Sơn" viết về cảnh đẹp An Giang, "Lá thư Hà Tiên" viết về Kiên Giang, và nhất là các bài ca về tỉnh nhà Trà Vinh như "Lý con sáo Trà Vinh", "Khúc ca vàm Bến Cát", viết riêng cho vùng đất Tiểu Cần như "Thương bến sông Cần", "Tiếng hò trên dòng Cần Chong",... Nhạc của ông nhiều thế hệ ca sĩ trình bày như Tuấn Vũ, Ngọc Sơn, Đình Văn, Đông Đào, Mạnh Quỳnh, Phi Nhung, Trường Vũ, Quang Lê,...
Ông hiện là hội viên trung ương thuộc chi hội Âm nhạc, Hội Văn học Nghệ thuật tỉnh Trà Vinh, sống khó khăn ở xã Tập Ngãi, huyện Tiểu Cần, tỉnh Trà Vinh.

## Sáng tác
Danh sách này không đầy đủ, bạn cũng có thể giúp mở rộng danh sách.
| - Ao bà Om – bức tranh huyền thoại - Chuyện ngàn sau (trước 1975) - Đêm phương Nam nghe giọng hò Huế - Đi qua Thất Sơn - Hát nữa đi em - Khúc ca vàm Bến Cát - Lá thư Hà Tiên - Lý con sáo Trà Vinh - Một thoáng duyên quê - Người cho vay tâm sự - Nhớ nhé đừng quên - Rước dâu miệt vườn - Thương bến sông Cần - Tiếng hò trên dòng Cần Chong - Tình xanh cho quê hương (giải thưởng 1974) - Về với Tiểu Cần - Về đồng bằng nhớ Thất Sơn | - Chung với Tuấn Hải (tức Lê Kim Khánh) trước 1975: - Biết nói sao (Phố Thu - Lê Kim Khánh) - Cảm thông (Phố Thu - Lê Kim Khánh) - Cho nhau kỷ niệm đầu (Tuấn Hải - Phố Thu) - E ngại (Phố Thu - Lê Kim Khánh) - Mùa hoa tâm sự (Phố Thu - Lê Kim Khánh) - Nếu thư anh chậm đến (Phố Thu - Lê Kim Khánh) - Tâm sự người lính đồn xa (Tuấn Hải - Phố Thu) - Trìu mến (Tuấn Hải - Phố Thu) - Chung với Thanh Sơn: - Dĩ vãng buồn - Hái hoa cầu duyên |